# Nototropis smitti
Nototropis smitti är en kräftdjursart som först beskrevs av Goës 1866.  Nototropis smitti ingår i släktet Nototropis och familjen Dexaminidae. Inga underarter finns listade i Catalogue of Life.